# Maestro Martino
Pour les articles homonymes, voir Martino et Rossi.
 (novembre 2012).
Si vous disposez d'ouvrages ou d'articles de référence ou si vous connaissez des sites web de qualité traitant du thème abordé ici, merci de compléter l'article en donnant les références utiles à sa vérifiabilité et en les liant à la section « Notes et références ».

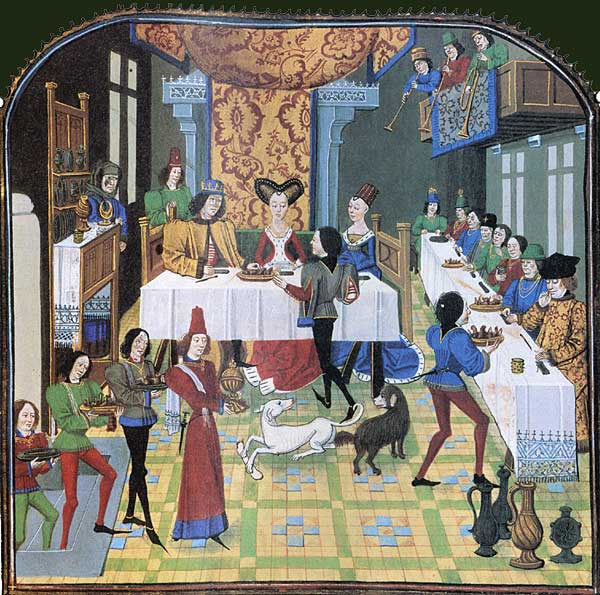
Représentation d'un banquet au XVe siècle.

Martino de Rossi ou Martino de Rubeis, dit Maestro Martino ou Martino da Como est le principal cuisinier de la Renaissance.
Durant la seconde moitié du XVe siècle, il rédige un traité de gastronomie, le Libro de arte coquinaria avec lequel il obtient la reconnaissance de ses contemporains et qui marque le passage de la cuisine médiévale à celle de la Renaissance[réf. nécessaire].

## Biographie
Il naît dans la deuxième ou troisième décennie du XVe siècle, en Suisse, à Torre dans la vallée de Bleni, aujourd'hui canton du Tessin, à l'époque un territoire disputé entre le duché de Milan et l'ancienne Confédération suisse et non pas à Côme, comme le laisse supposer son pseudonyme.
Il apprend l’art culinaire dans différentes cours princières. Il séjourne successivement à Naples où il se familiarise avec d’autres cuisines comme celles de Catalogne et du Proche-Orient. Ensuite, il part pour Udine, puis entre au service de Francesco Sforza à Milan.
À Rome, de 1450 à 1465, il est le cuisinier d’un haut prélat : le cardinal Ludovico Trevisano, patriarche d’Aquilée, connu pour l’opulence de ses banquets au point d’être surnommé le « cardinal Lucullus ». Durant cette période et grâce à la générosité de son mécène, il commence la rédaction de son livre qui deviendra le traité de référence en Europe de la cuisine de la Renaissance.
Après cette expérience riche d'enseignements, il retourne à Milan au service de Gian Giacomo Trivulzio où il termine sa carrière.

## Libro de arte coquinaria
Le Libro de arte coquinaria est composé de soixante-cinq feuillets, non paginé et écrit en langue vulgaire. Le style est précis, détaillé et spontané comme si l’auteur voulait être compris par tout le monde. La datation de l’œuvre est incertaine. Les premières traces manuscrites commencent en 1456 et se développent pour se terminer en 1467.
Dans la confection des plats, à l’instar d’Archestrate, il préconise un retour au goût naturel des aliments en évitant l’abus d'épices et d'aromates issu de la tradition culinaire antique et médiévale. Il crée plusieurs recettes comme la financière piémontaise, les vermicelles, et exalte les avantages de la conservation des pâtes séchées. Il invente également divers ustensiles de cuisine.
Le succès de la diffusion, en Italie et dans toute l’Europe, des recettes de Martino est sans doute dû à celui qui le nommait « le prince des cuisiniers », l’humaniste et son contemporain, Bartolomeo Sacchi dit Platine, préfet de la Bibliothèque apostolique vaticane. Dans son ouvrage De honesta voluptate et valitudine, il reprend les recettes de Martino, les traduisant en latin et les enrichissant de commentaires.
À ce jour, quelques rares copies de l'original subsistent : l'une est la propriété d'un collectionneur privé, l'autre est conservée à la Bibliothèque vaticane, et une dernière se trouve à la Bibliothèque du Congrès de Washingtown (Medieval Manuscript, no 153).